# Beris fuscipes
Beris fuscipes är en tvåvingeart som beskrevs av Johann Wilhelm Meigen 1820. Beris fuscipes ingår i släktet Beris och familjen vapenflugor. Arten är reproducerande i Sverige. Inga underarter finns listade i Catalogue of Life.